# Faut pas s'en faire
Pour plus de détails, voir Fiche technique et Distribution.
Faut pas s'en faire (titre original en anglais : Why Worry?) est un film muet américain de comédie sorti en 1923, réalisé par Fred C. Newmeyer et Sam Taylor et qui met en vedette Harold Lloyd. Il fut réalisé peu de temps après Monte là-dessus !, le plus connu des films  de Lloyd.

## L'histoire

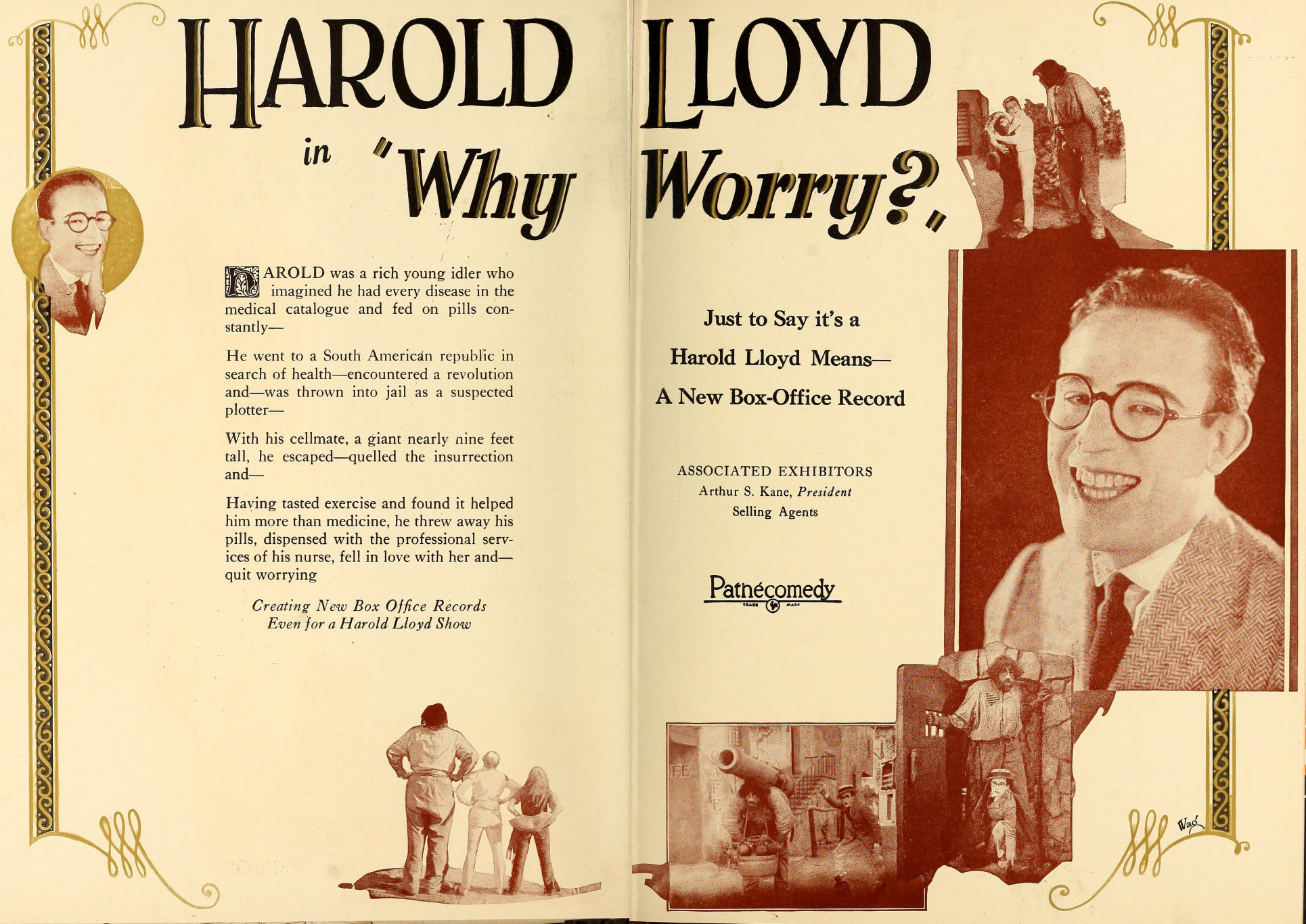
courte description du film

Harold Van Pelham, un hypocondriaque fortuné, part se reposer dans une petite île Sud Américaine, en compagnie de son infirmière (Jobyna Ralston) et de ses nombreuses pilules. En fait de calme, il tombe au milieu d'une tentative révolution, menée par un aventurier américain (James Mason) .Il  ne s'en rend pas compte dans un premier temps - avant de décider d'y mettre fin (car il juge l'agitation mauvaise pour sa santé), aidé par Colosso (John Aasen), un géant naïf et débonnaire qu'il a sorti de prison.
Van Pelham ramène finalement la sérénité dans la petite île et découvre qu'il n'est pas malade mais, simplement, amoureux de son infirmière, à qui il fait alors ce reproche : « Pourquoi ne m'avez vous pas dit que je vous aimais? » (« Why didn't you tell me I love you? »).

## Fiche technique
- Titre Français : Faut pas s'en faire
- Titre original : Why Worry?
- Langue : Anglais
- Scénario : Sam Taylor, Ted Wilde (assistant) et Tim Whelan (assistant)
- Production : Hal Roach Studios
- Genre : comédie[1]
- Année de sortie : 1923
- Durée : 60 minutes
- Noir et blanc
- Muet

## Distribution
- Harold Lloyd : Harold Van Pelham
- Jobyna Ralston : la Nurse
- John Aasen : Colosso
- Wallace Howe : le valet
- James Mason : Jim Blake
- Leo White : Herculeo
- Gaylord Lloyd : un homme
- Mark Jones : l'officier

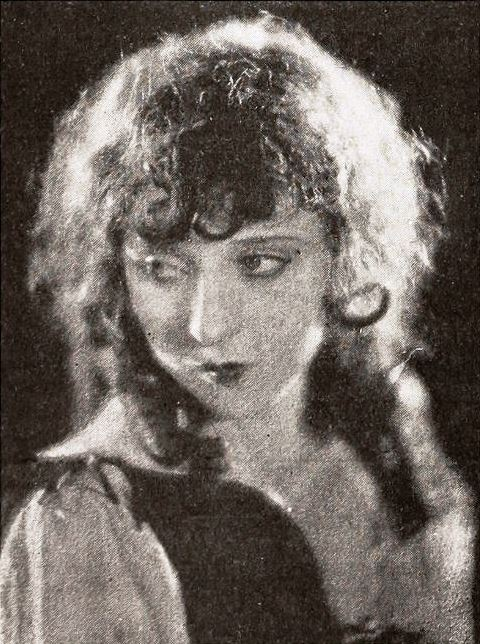
Jobyna Ralston dans une scène du film.

- Sam Lufkin : le soldat (non crédité)